# Asplenium ruprechtii
Asplenium ruprechtii är en svartbräkenväxtart som beskrevs av Kurata. Asplenium ruprechtii ingår i släktet Asplenium och familjen Aspleniaceae. Inga underarter finns listade.